# Pedrosillo de los Aires
Pedrosillo de los Aires è un comune spagnolo di 439 abitanti situato nella comunità autonoma di Castiglia e León.